# Palais de justice de Moulins
Le collège des Jésuites de Moulins, devenu palais de justice, est un bâtiment élevé au XVIIe siècle. Il est classé monument historique.

## Histoire
Ce bâtiment est un ancien collège de la Compagnie de Jésus. Le projet de collège jésuite à Moulins débute au XVIIe siècle. En effet, le 21 janvier 1605, le Père Martellange, l'un des plus célèbres architectes jésuites, présente les plans d'origine, à partir desquels l'architecte Jean Harel réalise les bâtiments. Grâce à des donations, le collège ouvre ses portes le 19 octobre 1606. Les Jésuites en sont chassés en 1761 et sont assez vite remplacés par les pères de la Doctrine chrétienne qui y restent jusqu'en 1793. 
Après la fermeture du collège, le bâtiment devient palais de justice en 1803. Une des ailes abrita une école de dessin dirigée par Dufout avant d'être transférée à l'hôtel Démoret.
Cet édifice est classé monument historique le 25 août 1943.
Aujourd'hui (2017), les bâtiments abritent le tribunal de grande instance, les assises, le parquet et le tribunal civil.

## Architecture
Les plans d'origine présentent trois bâtiments disposés en U. Particularité qui s'inscrit parfaitement dans le tissu urbain local, l'alternance de briques noires et roses de la façade. L'ensemble peut être caractérisé dans le style Louis XIII. 
À l'époque de sa construction, le rez-de-chaussée est occupé par les salles de classe et l'étage par les dortoirs. De part et d'autre de cette partie centrale, se trouvaient, dans l'aile sud, une église qui n'a jamais été terminée, et, dans l'aile nord, une bibliothèque, une chapelle et quelques salles de classe. La bibliothèque est ornée d'un plafond peint à la fresque par Ghérardini. L'ensemble de la construction était également doté dans ses plans d'origine de jardins autour, d'une seconde cour ainsi que de bâtiments occupés par des salles d'exercice, d'une infirmerie et d'un réfectoire.
Aujourd'hui, le Palais de Justice de Moulins accueille une cour plantée d'arbres et trois bâtiments qui la cernent. 